# Sander Berge
Sander Berge (Bærum, 14 februari 1998) is een Noors voetballer die doorgaans als verdedigende middenvelder speelt. Hij speelt sinds 2024 voor Fulham Berge debuteerde in 2017 in het Noors voetbalelftal.

## Clubcarrière

### Jeugd en begin profcarrière
Berge werd opgeleid bij het Noorse Asker Fotball, in 2014 kwam hij hier op 16-jarige leeftijd in de A-kern terecht. In februari 2015 ruilde hij Asker Fotball voor de Noorse eersteklasser Vålerenga IF. Op 11 juli 2015 debuteerde hij in de Tippeligaen tegen Sandefjord Fotball. Op 16 augustus 2015 kreeg hij zijn eerste basisplaats tegen Rosenborg BK. In zijn debuutseizoen speelde Berge elf competitieduels. Het seizoen erop speelde hij 25 competitiewedstrijden.

### KRC Genk
In januari 2017 tekende hij een 4,5-jarig contract bij de Belgische eersteklasser KRC Genk, hij moest hier het vertrek van Wilfred Ndidi opvangen. Op 17 januari 2017 debuteerde hij in de bekerwedstrijd op het veld van KV Oostende, Berge mocht in de laatste minuut invallen voor Alejandro Pozuelo. Berge maakte meteen zeer veel indruk en in zijn debuutseizoen behaalde hij meteen de kwartfinale van de UEFA Europa League met Genk. In zijn tweede seizoen kwam hij iets minder aan spelen toe door een blessure die hem een heel groot deel van het seizoen aan de kant hield. In zijn derde seizoen was Berge een belangrijke kracht in het kampioenenelftal van coach Philippe Clement.
In het seizoen 2019/2020 trad hij aan in de UEFA Champions League en speelde zes groepsduels tegen Liverpool, SSC Napoli en Red Bull Salzburg.
Berge werd, ondanks een moeilijke campagne met Genk, door de UEFA opgenomen in het elftal met de beste jongeren van de UEFA Champions League.

### Sheffield United
Berge verliet Genk op 30 januari 2020 en tekende een vierjarig contract bij Premier League-club Sheffield United. De Engelsen betaalden € 25 miljoen voor hem, een Belgisch record.
Berge debuteerde op 1 februari 2020, op bezoek bij Crystal Palace. Hij werd na 68 minuten gewisseld. Sheffield won met 0–1 door een eigen doelpunt van doelman Vicente Guaita.

### Burnley
Op 9 Augustus 2023 haalde Kompany Berge terug naar de Premier League. Berge tekende tot medio 2027 bij Burnley, de transfersom bedroeg € 13,9 miljoen euro. 

## Clubstatistieken
| Seizoen     | Club             | Land               | Competitie         | Competitie | Competitie | Beker | Beker | Internationaal | Internationaal | Overig | Overig | Totaal | Totaal |
| Seizoen     | Club             | Land               | Competitie         | Wed.       | Dlp.       | Wed.  | Dlp.  | Wed.           | Dlp.           | Wed.   | Dlp.   | Wed.   | Dlp.   |
| ----------- | ---------------- | ------------------ | ------------------ | ---------- | ---------- | ----- | ----- | -------------- | -------------- | ------ | ------ | ------ | ------ |
| 2013        | Asker Fotball    | Vlag van Noorwegen | 2. Divisjon        | 1          | 0          | 0     | 0     | —              | —              | —      | —      | 1      | 0      |
| 2014        | Asker Fotball    | Vlag van Noorwegen | 2. Divisjon        | 7          | 0          | 1     | 0     | —              | —              | —      | —      | 8      | 0      |
| Club totaal | Club totaal      | Club totaal        | Club totaal        | 8          | 0          | 1     | 0     |                |                |        |        | 9      | 0      |
| 2015        | Vålerenga IF     | Vlag van Noorwegen | Tippeligaen        | 11         | 0          | 0     | 0     | —              | —              | —      | —      | 11     | 0      |
| 2016        | Vålerenga IF     | Vlag van Noorwegen | Tippeligaen        | 25         | 0          | 3     | 0     | —              | —              | —      | —      | 28     | 0      |
| Club totaal | Club totaal      | Club totaal        | Club totaal        | 36         | 0          | 3     | 0     |                |                |        |        | 39     | 0      |
| 2016/17     | KRC Genk         | Vlag van België    | Jupiler Pro League | 19         | 0          | 2     | 0     | 6              | 0              | —      | —      | 27     | 0      |
| 2017/18     | KRC Genk         | Vlag van België    | Jupiler Pro League | 13         | 0          | 1     | 0     | —              | —              | 1      | 0      | 15     | 0      |
| 2018/19     | KRC Genk         | Vlag van België    | Jupiler Pro League | 28         | 0          | 2     | 0     | 10             | 2              | —      | —      | 40     | 2      |
| 2019/20     | KRC Genk         | Vlag van België    | Jupiler Pro League | 23         | 4          | 1     | 0     | 6              | 0              | 1      | 0      | 31     | 3      |
| Club totaal | Club totaal      | Club totaal        | Club totaal        | 83         | 4          | 6     | 0     | 22             | 2              | 2      | 0      | 113    | 5      |
| 2019/20     | Sheffield United | Vlag van Engeland  | Premier League     | 14         | 1          | 2     | 0     | —              | —              | —      | —      | 16     | 1      |
| 2020/21     | Sheffield United | Vlag van Engeland  | Premier League     | 15         | 1          | 1     | 0     | —              | —              | —      | —      | 16     | 1      |
| 2021/22     | Sheffield United | Vlag van Engeland  | Championship       | 33         | 6          | 1     | 0     | —              | —              | —      | —      | 34     | 6      |
| 2022/23     | Sheffield United | Vlag van Engeland  | Championship       | 37         | 6          | 5     | 1     | —              | —              | —      | —      | 42     | 7      |
| Club totaal | Club totaal      | Club totaal        | Club totaal        | 99         | 14         | 9     | 1     | 0              | 0              |        |        | 108    | 15     |
| 2023/24     | Burnley          |                    | Premier League     | 12         | 1          | 0     | 0     | —              | —              | —      | —      | 12     | 1      |
|             |                  |                    |                    |            |            |       |       |                |                |        |        |        |        |
| Club totaal | Club totaal      | Club totaal        | Club totaal        | 12         | 1          | 0     | 0     | 0              | 0              |        |        | 12     | 1      |

1. ↑  Belgische UEFA Europa League play-offs 2018.
2. ↑  Belgische Supercup 2019.

- Bijgewerkt tot 22 januari 2023.

## Interlandcarrière

### Jeugdelftallen
Berge kwam uit voor diverse Noorse nationale jeugdselecties. In 2016 debuteerde hij in Noorwegen –21.
| Nationale ploeg | wedstrijden | Goals |
| --------------- | ----------- | ----- |
| Noorwegen –16   | 8           | 4     |
| Noorwegen –17   | 4           | 0     |
| Noorwegen –18   | 6           | 0     |
| Noorwegen –19   | 1           | 0     |
| Noorwegen –21   | 2           | 0     |
| Totaal          | 21          | 4     |

### A-elftal
In maart 2017 werd hij door bondscoach Lars Lagerbäck op 19-jarige leeftijd voor het eerst opgeroepen voor het A-team van het Noors voetbalelftal, Berge debuteerde op 26 maart 2017 in de WK-kwalificatiewedstrijd tegen Noord-Ierland door in de 75ste minuut in te vallen voor Stefan Johansen. Deze wedstrijd werd echter verliezend afgesloten met een 2-0 eindstand. Op 10 juni 2017 stond hij voor het eerst in de basis in de interlandwedstrijd tegen Tsjechië, Berge speelde de volledige 90 minuten.

## Palmares
| Belgisch kampioen  | 1x | 2018/19 |
| Belgische Supercup | 1x | 2019    |